# Sankt Johann in der Haide
Sankt Johann in der Haide è un comune austriaco 2 120 abitanti nel distretto di Hartberg-Fürstenfeld, in Stiria.